# Strażnica WOP Stolec
Strażnica Wojsk Ochrony Pogranicza Stolec – zlikwidowany podstawowy pododdział graniczny Wojsk Ochrony Pogranicza pełniący służbę graniczną na granicy z Niemiecką Republiką Demokratyczną/Republiką Federalną Niemiec.

Strażnica Straży Granicznej w Stolcu – zlikwidowana graniczna jednostka organizacyjna Straży Granicznej realizująca zadania bezpośrednio w ochronie granicy państwowej z Republiką Federalną Niemiec.

## Formowanie i zmiany organizacyjne

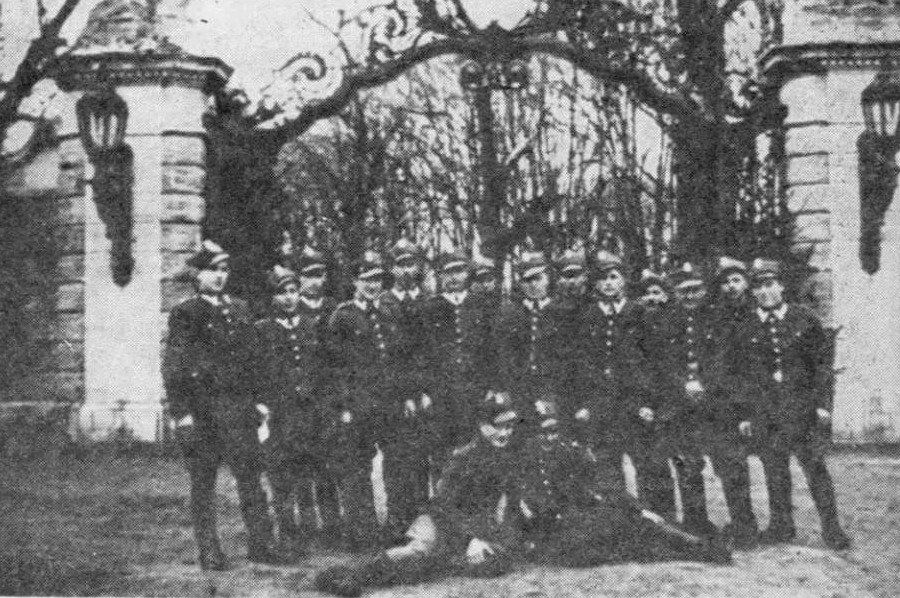
Część załogi strażnicy WOP w miejscowości Stolec przed wejściem do rejonu zakwaterowania (wiosna 1946)

Od 15 marca 1954 wprowadzono nową numerację strażnic, a strażnica I kategorii otrzymała nr 64 w skali kraju. Strażnica funkcjonowała w strukturze 124 batalionu WOP. 
W 1956 strażnicę podporządkowano 123 batalionowi WOP Szczecin.
W 1956 rozpoczęto numerowanie strażnic na poziomie brygady. Strażnica WOP Stolec I kategorii miała nr 15 w 12 Brygadzie Wojsk Ochrony Pogranicza.
Strażnica w 1955 etatowo posiadała 55 wojskowych, w 1957 jako 15 strażnica – 54 wojskowych, w 1958 – 53 wojskowych, a w 1960 jako 19 strażnica – 68 żołnierzy.
1 stycznia 1964 strażnica WOP nr 7 Stolec i miała status strażnicy lądowej II kategorii w strukturach 123 batalionu WOP Szczecin, który rozformowano w 1964, a podległe strażnice zostały włączone bezpośrednio pod sztab 12 Pomorskiej Brygady WOP w Szczecinie.
1 czerwca 1968 strażnica WOP nr 8 Stolec miała status strażnicy technicznej II kategorii podległej bezpośrednio pod sztab 12 Pomorskiej Brygady WOP w Szczecinie.
W drugiej połowie 1984 utworzono batalion graniczny WOP Szczecin i w jego strukturach funkcjonowała Strażnica WOP Stolec.
Do 31 października 1989 strażnica podlegała dowódcy batalionu granicznego Pomorskiej Brygady WOP w Szczecinie, jako Strażnica WOP Lądowa rozwinięta kat. II w Stolcu.
1 listopada 1989 rozformowano Batalion Graniczny Pomorskiej Brygady WOP w Szczecinie i strażnicę podporządkowano bezpośrednio dowódcy Pomorskiej Brygady WOP w Szczecinie, już jako Strażnica WOP Lądowa kat. II w Stolcu. Tak funkcjonowała do 15 maja 1991.
Straż Graniczna:
16 maja 1991 strażnica została przejęta przez Pomorski Oddział Straży Granicznej i przyjęła nazwę Strażnica Straży Granicznej w Stolcu (Strażnica SG w Stolcu).
W 2000 rozpoczęła się reorganizacja struktur Straży Granicznej związana z przygotowaniem Polski do wstąpienia, do Unii Europejskiej i  przystąpieniem do Traktatu z Schengen, w związku z powyższym na podstawie zarządzenia Komendanta Głównego SG nr 14 z 16 kwietnia 2002 zmieniające zarządzenie w sprawie utworzenia strażnic, granicznych placówek kontrolnych i dywizjonów Straży Granicznej, określenia ich terytorialnego zasięgu działania, a także określenia szczegółowego zakresu zadań terenowych organów Straży Granicznej oraz organizacji komend oddziałów, strażnic, granicznych placówek kontrolnych i dywizjonów, rozformowano Strażnicę SG w Stolcu, a jej zadania przejęły strażnice SG w: Kościnie i Nowym Warpnie-Karsznie.

## Ochrona granicy
W lipcu 1956 rozwiązano 63 strażnicę WOP Rzędziny, a zadania rozwiązanej strażnicy przejęły strażnice WOP: Stolec i Dobra.
W 1960 11 strażnica WOP Stolec II kategorii ochraniała odcinek granicy państwowej o długości 7 851 m, od znaku granicznego nr 830 do znaku gran. nr 855.

## Strażnice sąsiednie
- 63 strażnica WOP Rzędziny ⇔ 65 strażnica WOP Dobieszczyn – 03.1954
- 12 strażnica WOP Dobra kat. I ⇔ 10 strażnica WOP Dobieszczyn kat. I – 01.01.1960
- 8 strażnica WOP Dobra lądowa kat. II ⇔ 10 strażnica WOP Dobieszczyn lądowa kat. I – 01.01.1964
- 9 strażnica WOP Dobra techniczna kat. II ⇔ 7 strażnica WOP Dobieszczyn techniczna kat. II – 1968

Straż Graniczna:
- Strażnica SG w Kościnie ⇔ Strażnica SG w Nowym Warpnie-Karsznie – 16.05.1991[10].

## Komendanci/dowódcy strażnicy
- por. Józef Porponichtera (1952–1955)
- ppor. Henryk Odrobina (1955–1956)[13]
- ppor. Bronisław Król 1956[13]
- kpt. Włodzimierz Maczugowski (1956–1963)[14]
- kpt. Lucjan Szafirski (1963–co najmniej do 1965)
- Lech Jewtuszko
- Mirosław Lisiak
- ppor. Trzaska (1988–30.04.1989)
- ppor./por. Andrzej Budzyński (1.05.1989–31.10.1989)[g]

---
- Janusz Worotnicki[15]
- Jacek Rybakowicz
- Marcin Chołaj
- Antoni Kłosiński.